# Alören (vid Simskälafjärden, Vårdö, Åland)
Alören är en halvö i Vårdö kommun på Åland (Finland). Alören var ursprungligen ett skär, men genom utfyllnad så har den vuxit ihop med Sandö. Det finns inga byggnader på Alören, men det finns en liten marina med tillhörande parkering på östra sidan. På västra sidan finns ett färgfäste som reserv för det ordinarie färgfästet på Vattungs revet där landsvägsfärjan till Simskäla går.